# Extra omnes
Extra omnes ("fuori tutti [gli altri]") è una frase latina della tradizione ecclesiastica cattolica. 
Viene pronunciata dal maestro delle celebrazioni liturgiche pontificie nella Cappella Sistina all'inizio del conclave per eleggere il papa, per invitare a uscire tutti coloro che non sono chiamati all'elezione, poiché l'elezione papale è segreta; pena la scomunica per chi viola tale funzione. Successivamente, la porta della Sistina viene chiusa. Un tempo la frase veniva pronunciata, sempre dal Maestro delle celebrazioni liturgiche, all'inizio del Concistoro segreto e alle fasi iniziali dell'assise conciliare, con lo stesso invito ad abbandonare il luogo ai non addetti.